# 立正大学ラグビー部
立正大学ラグビー部（りっしょうだいがく ラグビーぶ、Rissho University Rugby Football Club）は、関東大学ラグビーリーグ戦グループ1部に所属する立正大学のラグビー部。監督は元日本代表の堀越正巳。

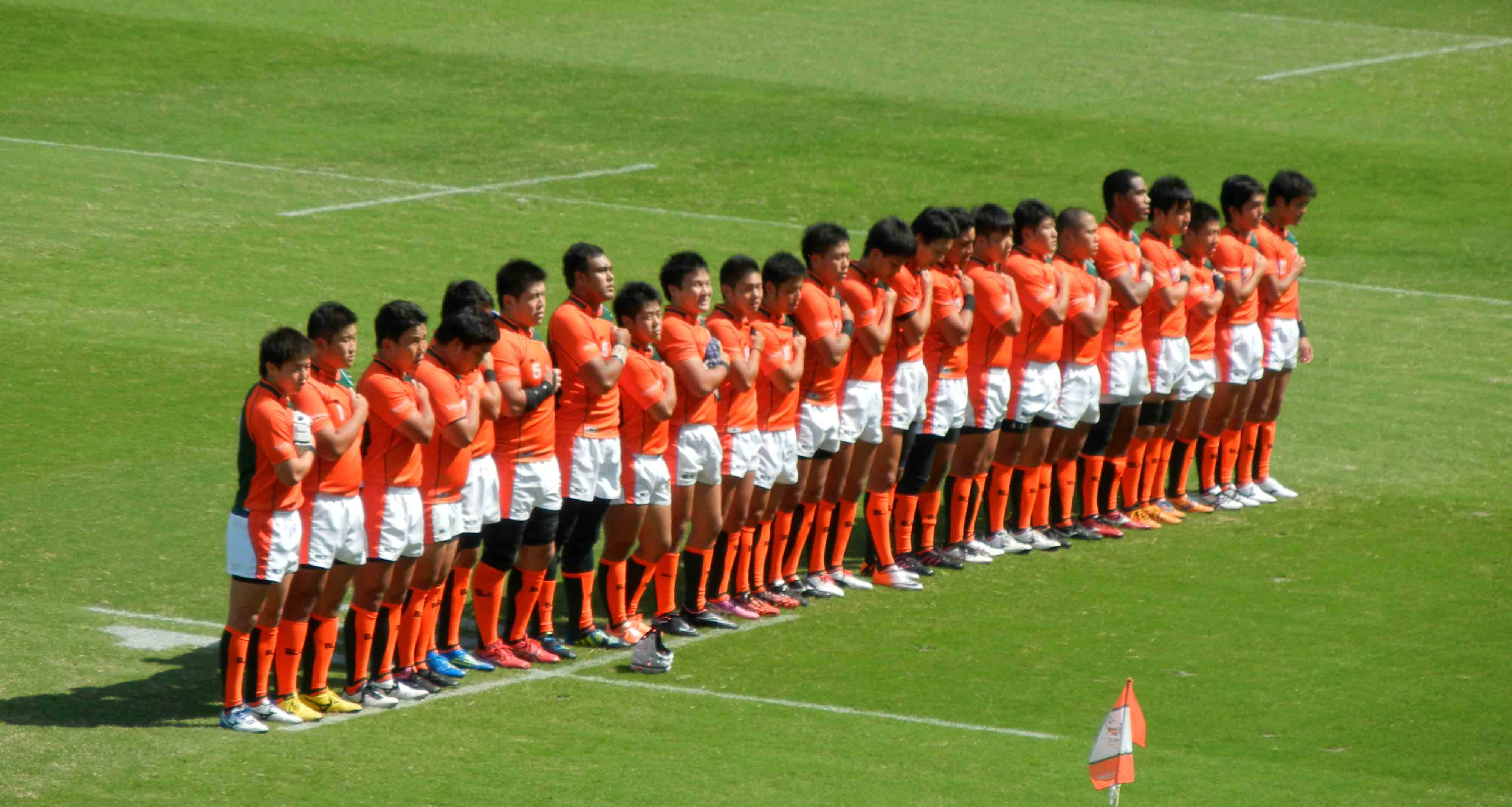
試合前に校歌斉唱をする立正大学の選手たち（2014年9月・中央大学戦・秩父宮ラグビー場）

## 概要
1963年に愛好会として発足し、1965年部に昇格した。1982年、関東大学ラグビーリーグ戦グループに加盟。2004年、1部に初めて昇格した。

## タイトル
- 関東大学ラグビーリーグ戦 無し

## 戦績
近年のチームの戦績は以下のとおり。
| 年度 | 所属 | 順位 | 備考                               |
| ---- | ---- | ---- | ---------------------------------- |
| 2005 | 1部  | 8位  | ※入替戦 31-17 拓殖大学 1部残留     |
| 2006 | 1部  | 7位  | ※入替戦 29-15 埼玉工業大学 1部残留 |
| 2007 | 1部  | 8位  | ※入替戦 10-21 日本大学 2部降格     |
| 2008 | 2部  | 1位  | ※入替戦 5-30 大東文化大学 2部残留  |
| 2009 | 2部  | 2位  | ※入替戦 17-33 大東文化大学 2部残留 |
| 2010 | 2部  | 1位  | ※入替戦 17-45 拓殖大学 2部残留     |
| 2011 | 2部  | 1位  | ※入替戦 21-27 拓殖大学 2部残留     |
| 2012 | 2部  | 1位  | ※入替戦 40-17 関東学院大学 1部昇格 |
| 2013 | 1部  | 7位  | ※入替戦 27-22 関東学院大学 1部残留 |
| 2014 | 1部  | 8位  | ※入替戦 29-34 拓殖大学 2部降格     |
| 2015 | 2部  | 3位  |                                    |
| 2016 | 2部  | 2位  | ※入替戦 16-40 法政大学 2部残留     |
| 2017 | 2部  | 2位  | ※入替戦 40-40 拓殖大学 2部残留     |
| 2018 | 2部  | 5位  |                                    |
| 2019 | 2部  | 1位  | ※入替戦 24-52 中央大学 2部残留     |
| 2020 | 2部  | 3位  |                                    |
| 2021 | 2部  | 1位  | ※入替戦 53-47 専修大学 1部昇格     |
| 2022 | 1部  | 5位  |                                    |
| 2023 | 1部  | 7位  | ※入替戦 28-19 専修大学 1部残留     |
| 2024 | 1部  | 6位  |                                    |

## 主な在籍選手

### 男子部
- 光永圭吾（PR 大阪桐蔭高）
- 中森樹生（LO 御所実業高）
- ウィルソン・ジュアン（No.8 パールギムナジウム）

### 女子部
- 長瀬拓美（FW、京都成章高）
- 園村音羽（LO、京都成章高）
- 丸山希香（7人制女子日本代表、深谷高）

## 在籍した選手
- 片岡淳史 （PR　元NECグリーンロケッツ、埼工大深谷高）
- 笠倉みちる （SH　元クボタスピアーズ、國學院栃木高）
- 小松大祐 （WTB　リコーブラックラムズ、佐沼高）
- パスカ・マパカイトロ（NO8/FL 元神戸製鋼コベルコスティーラーズ）
- ミロデビッド (NO8/FL/LO 元三菱重工相模原ダイナボアーズ 元Honda HEAT 花園近鉄ライナーズ
- 月野鉄平 （PR　日本IBMビッグブルー、湘南工科大附属高）
- 小玉達郎 （SO/CTB/FB　日本IBMビッグブルー、金足農業高）
- 小松元気 （NO8　セコムラガッツ → キヤノンイーグルス → ブルーシャークス、新潟工業高）
- 佐藤元太 （FL　元NTTコミュニケーションズシャイニングアークス、熊谷工業高）
- 桑原大祐 （PR　元リコーブラックラムズ、行田工業高）
- 大山大地 （LO/NO8　元リコーブラックラムズ、能代工業高）
- 小池健太 （PR　クボタスピアーズ → ライオンファングス、熊谷工業高）
- アヒオ・シリバ （SO/CTB　宗像サニックスブルース）
- 株木貴幸 （PR　クボタスピアーズ、浦和工業高）
- 佐藤雄太（FL/LO　セコムラガッツ → 釜石シーウェイブス、金足農業高）
- 篠田正悟 （WTB　日野自動車レッドドルフィンズ、深谷高）
- 吉澤太一 （WTB/FB、7人制日本代表、コカ・コーラレッドスパークス、正智深谷高）
- ヘンリー・ジェイミー（7人制日本代表、日本代表、PSIコストカッツ → トヨタヴェルブリッツ）
- 鶴谷知憲 （CTB/WTB、7人制日本代表　NTTコミュニケーションズシャイニングアークス、青森北高）
- 千葉雄太 （No.8　クボタスピアーズ、仙台育英高）
- 早川直樹 （WTB　ヤマハ発動機ジュビロ、北越高）
- 村上翔梧 （PR　宗像サニックスブルース、新田高）
- 公家明日香（PR/HO、15人制女子日本代表、ARUKAS QUEEN KUMAGAYA 新栄高）
- ローランドアライアサ（WTB、三菱重工相模原ダイナボアーズ ケルストンボーイズ高）
- 三樹加奈（7人制女子日本代表、ARUKAS QUEEN KUMAGAYA、高鍋農業高）
- 大黒田裕芽（SO、7人制女子日本代表、ARUKAS QUEEN KUMAGAYA 市立船橋高）
- 山中美緒（SH、7人制女子日本代表、ARUKAS QUEEN KUMAGAYA 市立船橋高）
- 土井將聖（SH/FB、ヤクルトレビンズ 常翔啓光学園高）
- 今泉仁（SO、コカ・コーラレッドスパークス 男鹿工業高）
- バティヴァカロロライチェル海遥（PR/CTB、15人制女子日本代表、7人制女子日本代表、ARUKAS QUEEN KUMAGAYA 板橋有徳高）
- 野田夢乃（15人制女子日本代表、7人制女子日本代表、ARUKAS QUEEN KUMAGAYA 、福岡高）
- 藪内あゆみ（SH/WTB、7人制女子日本代表、ながとブルーエンジェルス、筑紫女学園高）
- ナッシュ・タイ（LO/FL、清水建設ブルーシャークス、ファザーコースト高）
- 長田いろは（WTB、15人制女子日本代表、7人制女子日本代表、ARUKAS QUEEN KUMAGAYA、門司学園高）
- 黒木理帆　（CTB、15人制女子日本代表、ARUKAS QUEEN KUMAGAYA、石見智翠館高）
- 古田真菜　（SO/WTB/CTB、15人制女子日本代表、東京山九フェニックス、筑紫高）
- 阿部恵（SH、15人制女子日本代表、ARUKAS QUEEN KUMAGAYA、石見智翠館高）
- バティヴァカロロアテザ優海（PR/CTB、7人制女子日本代表、ながとブルーエンジェルス、都立石神井高）
- 中森隆太（SH、三菱重工相模原ダイナボアーズ 東福岡高）
- 陣内源斗（HO・FL、セコムラガッツ 尾道高）
- 長谷川奨（PR・LO、セコムラガッツ 新潟工業高）
- 金子元紀（PR、セコムラガッツ 川口高）
- 西村蒼空（SO・PR、15人制女子日本代表、三重パールズ 追手門学院高）
- 大谷芽生（CTB、7人制女子日本代表、ながとブルーエンジェルス 石見智翠館高）
- エパラマ・トゥヴニヴォノ（PR、トヨタヴェルブリッツ、ジョンウェズレーカレッジ）
- ピエリッチ・シーバート（FL、東京サントリーサンゴリアス パールギムナジウム）
- 三原大河（SH、ルリーロ福岡 東福岡高）
- 今釘小町（SO・CTB、15人制女子日本代表、アルカス熊谷、石見智翠館高）
- 吉村乙華（LO、15人制女子日本代表、アルカス熊谷、東筑高）
- 中森樹生（LO、清水建設江東ブルーシャークス 御所実業高）
- ユアン・ウィルソン（FL・No.8、埼玉パナソニックワイルドナイツ）

## 所在地
- 埼玉県熊谷市万吉1700 （立正大学熊谷キャンパス内ラグビー場）